# 9×19 mm Parabellum
A 9x19 mm Luger (rövidítve 9x19 mm vagy 9x19) lőszert Georg Luger (1849-1923) osztrák fegyverkonstruktőr tervezte saját Luger öntöltő pisztolyaihoz, és 1902-ben kezdte gyártani a Német Fegyver- és Lőszergyár (Deutsche Waffen und Munitionsfabriken, DWM).
A lőszer neve eredetileg 9x19 mm Parabellum lőszer volt, a latin Si vis pacem, para bellum („Ha békét akarsz, készülj a háborúra”) szólásból eredően, ami a lőszert gyártó cég (DWM) mottója volt.
A második világháború után – szabadulandó a háborús emlékektől – hivatalosan átnevezték a tervezője után 9x19 mm Lugerre, de a 9 mm Parabellum vagy 9 mm PARA elnevezés ma is elterjedt.
A több mint 115 éve tervezett 9x19 mm Luger a világ egyik legnépszerűbb és legtöbbet használt katonai pisztolylőszere, például a NATO-hadseregekben is ez a rendszeresített lőszer.

## A lőszer elnevezése
A 9x19 mm Luger lőszer jelzésében a „9" a lövedék átmérőjét, a „19" a töltényhüvely hosszát jelzi (mm-ben, kissé kerekítve).
Mivel számos eltérő típusú, egymással nem kompatibilis 9 mm-es pisztolylőszer van forgalomban, ezért a lőszergyártók hagyományosan nemcsak számokkal, de nevekkel is jelzik a különbséget, mint pl. 9x19 mm Luger, 9x19 mm Glisenti, 9x21 mm IMI, 9x18 mm Makarov és 9x17 mm Browning.
A 9x19 mm Luger esetében viszont általában elegendő a 9x19 mm elnevezés, mivel az egyetlen hasonló méretű lőszer, az olasz 9x19 mm Glisenti gyakorlatilag kihalt, a II. világháború óta nem gyártják.

## Története
Georg Luger a 9x19mm Luger lőszert a korábbi Luger 7,65×21 mm Parabellum töltényből fejlesztette ki 1901-ben. 1902-ben Luger bemutatta az új lőszert a Brit Kézilőfegyver Bizottságnak, valamint három prototípus verziót küldött az Egyesült Államok Hadseregének tesztelésre Springfieldbe 1903 közepén. A Német Császári Haditengerészet 1904-ben rendszeresítette a lőszert, majd 1906-ban a Német Hadsereg úgyszintén.
A kezdeti lőszer a 7,65 mm Luger töltényhüvely nyakának eltávolításával készült, ami egy keskenyedő hornyolt lőszert eredményezett. A lövedék hegyének ívét kissé áttervezték az 1910-es években a tökéletesebb adogatás érdekében.
Az ólomtakarékosság miatt a második világháború alatt Németországban az ólommagot ólomburkolatú vasmaggal helyettesítették. Ez a – fekete köpennyel azonosított – lövedék a 08 mE megnevezést kapta (mit Eisenkern – "vasmaggal"). 1944-ben a fekete köpenyt elhagyták ennél a lőszernél, és normál rézszínű köpennyel gyártották. Másik háborús változata volt a – sötétszürke köpenyéről azonosítható – 08 SE jelölésű lövedék, amit magas hőmérsékleten szilárd anyaggá préselt vasporból készítettek (Sintereisen – "szinterezett").

## Népszerűség

### NATO rendszeresítés
Németországban a 9x19 mm Luger a rendszeresített katonai pisztolylőszer az első világháború kezdete óta.
A pisztolyokon kívül a német géppisztolyok is ezt a lőszert használják, mint például az első német géppisztoly, az 1918-as Tavaszi offenzíva során már bevetett Bergmann MP18 (Maschinenpistole 18), illetve ennek a két világháború között továbbfejlesztett változata, az MP28.
(Ezt a lőszert használta továbbá a második világháború ismert német géppisztolya, az MP-40 (Maschinenpistole 40);  illetve az 1960-as években kifejlesztett és a mai napig világszerte elterjedt Heckler & Koch MP5.)
A II. világháborúban, az 1940-es német nyugati hadjárat után a brit hadsereg a „hatékonynak bizonyult" német MP28 géppisztoly lemásolása mellett döntött. A Lanchester Mark I névre keresztelt géppisztoly és az olcsóbban gyártható utódja, a STEN géppisztoly természetesen 9x19 mm-es kaliberű volt. Ez a lépés kulcsfontosságú volt a lőszer elterjedésében, mivel egy, az Antant-hatalmak közé tartozó országban is (illetve óriási gyarmatbirodalmában)  rendszeresítésre került.
1950-ben a 9x19 mm-es lőszert választották a NATO standard pisztolylőszerévé, amiben a korábbi brit rendszeresítés és a hatalmas mennyiségű, német hadizsákmányból származó lőszerkészlet komoly szerepet játszott.
(Azonban a legnagyobb NATO-tagállam, az USA hadserege továbbra is kitartott a 45-ös kaliberű M1911 pisztolyai mellett, csak 1986-ban rendszeresítették a 9x19 mm-es Beretta M9-es pisztolyokat).

### Európa
Az első világháború után a lőszer fokozatosan terjedt el Európában, számos országban 9x19 mm-es kaliberű pisztolyokat és géppisztolyokat vezettek be katonai és rendőrségi felhasználásra.

#### Ausztria
Az első világháborúban az Osztrák-Magyar Monarchia osztrák egységeinél (Landwehr) a Steyr M1912-es pisztolyt rendszeresítették, 9x23 mm Steyr kaliberben.1938-tól, az Anschluss után mintegy 60 ezer pisztolyt alakítottak át a német 9x19 mm-es kaliberre.
A második világháborútól 1982-ig az osztrák hadsereg és rendőrség egységei főleg a Németországból származó Walther P38-as (9x19 mm-es kaliberű) pisztolyokat használták.
1982-ben rendszeresítették a Gaston Glock (1929-2023) osztrák mérnök és vállalkozó által tervezett Glock 17 pisztolyt az Osztrák Hadseregben (a Bundesheer-ben). A pisztoly 17+1 lövetű, 9x19 mm-es kaliberű, és - addig ritkaságszámba menő módon - műanyag vázas (hivatalos kifejezéssel műanyag tokos).
1999-től a patinás osztrák fegyvergyár, a Steyr Mannlicher GmbH is gyárt egy 9x19 mm-es, műanyag tokos pisztolycsaládot, a Steyr M sorozatot.

#### Csehország
1975-ben kezdték gyártani és exportálni a 9x19 mm-es ČZ 75-ös pisztolyt, amelynek különböző változatai a mai napig világszerte rendkívül népszerűek az önvédelmi és sportpisztolyok kategóriájában.

##### Magyarország
Az I. világháborútól kezdve mind a hadsereg, mind a rendőrség a rendszeresített Frommer Stop pisztolyhoz a meglehetősen kis teljesítményű 7,65x17 mm Browning SR lőszert használta (a 7,65 mm Browning mozgási energiája kb. 200-210 Joule, míg a 9x19 mm Luger lőszeré kb. 500-550 J).
A II. világháború után a szovjet pisztolyokhoz használt lőszereket rendszeresítették: 1951-ig a 7,62x25 mm Tokarev lőszert, illetve 1951-től fokozatosan a 9x18 mm Makarov lőszert - ez utóbbi pl. a hazai gyártmányú FÉG PA–63 rendőrségi és katonai pisztolyok lőszere.
A 9x19-es pisztolylőszert 1996-ban vezették be a Magyar Honvédségnél, a  FÉG P9R (Pisztoly, 9x19 mm-es, Revolverező) rendszeresítésével párhuzamosan.
2018-ban jelentették be, hogy Magyarországon az újrainduló kézilőfegyver-gyártás keretében, cseh licenc alapján 2019-ben fokozatosan elindul a CZ P-09-es pisztoly gyártása és rendszeresítése (18+1 lövetű, NATO standard 9x19 mm-es pisztoly).

### Amerikai Egyesült Államok
Az Egyesült Államok Hadserege (United States Armed Forces) 1911-ben rendszeresítette a .45 ACP kaliberű (11,43x23 mm) M1911 öntöltő pisztolyt.
A következő évtizedekben a 9 mm Luger lőszer jelentősége minimális volt a hadsereg, illetve a rendőrség körében, mivel a .45 ACP-hez képest a 9 mm-es lőszer „megállító hatását" (stopping power) túl kevésnek tartották.
A helyzet 1967-ben kezdett megváltozni, amikor az Illinoisi Állami Rendőrség (Illinois State Police) rendszeresítette a Smith & Wesson Model 39 típusú, 8+1 lövetű, 9x19 Luger kaliberű pisztolyát.
Az amerikai hadsereg az M1911-t rendszeresítése után 75 évvel (!) váltotta le és helyette 1986-ban egy új pisztolyt, a Beretta 92FS-t rendszeresítették, Beretta M9 néven. Az új katonai szolgálati fegyver már 15+1 lövetű, 9x19 mm Luger kaliberű volt, ennek is köszönhetően a 80-as évek közepétől élesen megemelkedett az öntöltő pisztolyok népszerűsége az USA-ban.
Eddig a legtöbb szövetségi állam rendőrsége a .38 Special kaliberű, hatlövetű revolvereket használta. A .38 Special revolverek számos előnyös tulajdonsággal rendelkeztek: viszonylag kis hátrarúgás mellett könnyű és könnyen kezelhető, valamint olcsó fegyverek voltak.
Az új, 9 mm-es pisztolyok melletti fő érv a tárkapacitás volt: a 9x19 mm-es kaliberű pisztolyok hátrarúgása, uralhatósága, valamint a lőszer ballisztikai tulajdonságai gyakorlatilag megegyeztek a 38 Special revolverrel és lőszerével; de a pisztolyok tárkapacitása 13-15 db lőszer volt, ami több mint kétszerese a revolverekének. Ez a gyakorlatban azt jelentette, hogy a rendőrök által vívott tűzharcok többségében nem volt szükség arra, hogy a pisztolyokat újratöltsék (ami időveszteség és stresszhelyzetben könnyen elrontható művelet).
Lassanként a 9×19 mm Luger/Parabellum lett a legnépszerűbb kaliber az Amerikai Egyesült Államok rendfenntartó ügynökségeinél, elsődlegesen a revolverekhez képest nagyobb tárkapacitásuk miatt.
Az Amerikai Egyesült Államok hadserege az immár 31 éves Beretta M9 leváltására 2017-től a SIG Sauer P320 pisztolyt rendszeresítette SIG Sauer M17 néven, ami egy 17+1 lövetű, szintén 9x19 mm-es kaliberű pisztoly.
A 9x19 mm-es lőszert a rendfenntartó és katonai erők a világ számos országában használják.

## A töltényt alkalmazó fegyverek
9 x 19 mm Parabellum töltényt (is) használnak az alábbi fegyverek (a teljesség igénye nélkül):

### Pisztolyok
- Beretta 92
- Browning Hi-Power
- ČZ 75
- CZ–99
- ČZ–100
- CZ P–07
- CZ P–09
- CZ P–10S
- Danuvia VD–01
- FÉG P9M
- FÉG P9RC
- Glock 17, 18, 19, 26, 34, 43
- GS–18
- Jarigin MP–443
- Heckler & Koch USP
- Heckler & Koch P30
- Luger P08
- SIG P220
- Steyr M9
- Walther P99
- XDM

### Géppisztolyok
- Heckler & Koch MP5
- KGP–9
- MAC–10
- Škorpion vz. 61
- CZ Scorpion EVO 3
- STEN
- Uzi

## Továbbfejlesztett változatai
- 9 × 19mm +P – nagyobb gáznyomású változat
- 9 mm NATO
- Nagyobb gáznyomású orosz változatok

## Műszaki adatai
- Lövedék átmérője: 9,03 mm
- Hüvelynyak-átmérő: 9,65 mm
- Hüvelytest-átmérő: 9,93 mm
- Hüvelyperem-átmérő: 9,96 mm
- Hüvelyperem vastagsága: 0,90 mm
- Hüvely hossza: 19,15 mm
- Teljes hossz: 29,69 mm

## Nevei
- 9 ×19
- 9 mm
- 9 mm Luger
- 9 mm NATO
- 9 ×19 mm
- 9 ×19 mm NATO
- 9 mm Parabellum
- 9 mm Para